# Clan Orefice
Il clan Orefice è stato un sodalizio camorristico operante nelle zone di Pollena Trocchia, Sant'Anastasia e Somma Vesuviana, con a capo Giuseppe Orefice e alleato con il clan Sarno.

## Storia
Clan a lungo guidato da Giuseppe Orefice, oggi ergastolano e recluso in regime del 41 bis, quello degli Orefice era un clan operante, in particolare, nei comuni vesuviani di Sant'Anastasia, Pollena Trocchia e Somma Vesuviana. Strettamente collegato al potente clan Sarno del quartiere napoletano di Ponticelli e di cui era considerato una forte articolazione, il clan era associato alle famiglie 'Arlistico' e 'Terracciano'. 
Il 27 maggio 2009 un blitz anticamorra fa scattare le manette ai polsi di 64 persone inquadrate come contigue ai gruppi criminali Sarno e Arlistico-Terracciano-Orefice, decretando l'inizio della definitiva scomparsa di dette organizzazioni, già tempo addietro colpite e danneggiate da brillanti operazioni. 
Nel mese di luglio del 2009 viene arrestato Claudio Terracciano, 42enne di Somma Vesuviana, considerato un capo del gruppo omonimo, legato agli Orefice. Terracciano, ricercato da 15 giorni e colpito, unitamente ad altre sei persone resesi colpevoli di un'estorsione in danno di una ditta edile, da ordine di custodia cautelare in carcere, 
è stato bloccato dai Carabinieri a Mercogliano (AV). 
Il clan Sarno, ulteriormente danneggiato da altre operazioni anticamorra e pentimenti eccellenti, è considerato estinto dal 2009. Oltre che con i Sarno, gli Orefice erano alleati con il clan Foria di Pomigliano d'Arco, mentre erano in contrasto con gli Anastasio di Sant'Anastasia, a causa del predominio sul territorio, e con i Veneruso di Volla, legati ai predetti Anastasio.